# أحمد يحيى الحسين
الإمام أحمد بن يحيى بن الحسين (الناصر لدين الله) ، إمام اليمن ، منذ (913–934م ) خلف والده «الهادي إلى الحق» يحيى بن الحسين ، توفي عام 934هـ.